# Кангірсук
Кангірсук (англ. Kangirsuk, інук. ᑲᖏᕐᓱᕐᒃ, фр. Kangirsuk) — село у Канаді, у районі Нунавік регіону Північ Квебеку, провінція Квебек. Розташоване на березі річки Арно, за 10 км від місця її впадіння у затоку Унгава. Населення села становить 549 чоловік (перепис 2011 року). Понад 90 % населення складають ескімоси.
Село є одним з 14 так званих північних сіл (офіційний статус) Квебеку.
У селі є аеропорт.

## Географічні дані
Село розташоване на сході півострова Унгава.
Територія села 57,26 км² (за іншими даними 59,70 км²), однак, заселена частина села становить лише близько 2 км². Навколо села, як і навколо інших ескімоських сіл Нунавіку, розташована резервна територія інуїтів (офіційне поняття). Ця територія призначена для використання виключно ескімосами, її площа дорівнює 529,40 км² (за іншими даними 563,80 км²), її географічний код — 99890. Кордони резервних територій встановлено 2 травня 1995 року.

## Історія

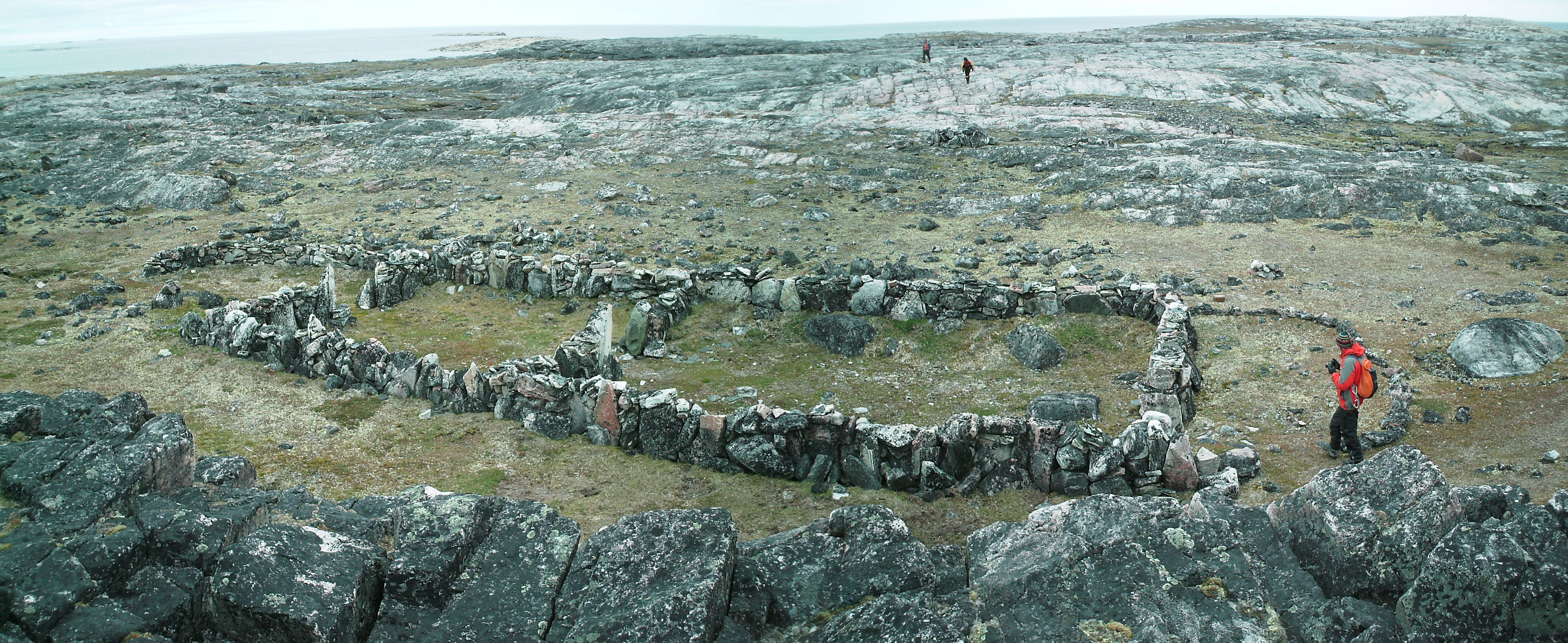
Острів Паміок. Довгий будинок № 2.

Припускається, що у ХІ столітті місцевість біля села Кангірсук відвідували вікінги. Неподалік від села, на острові Паміок (англ. Pamiok Island), що знаходиться при впадінні річки Арно у затоку Унгава, археолог Університету Лаваль Томас Лі знайшов залишки мурів великого довгого будинку, що схожий на довгі будинки, які будували вікінги. Лі також знайшов за 25 км на захід від села кам'яну фігуру заввишки 3 м, що за формою нагадує молоток й названий дослідником умовно «Торів молот». Втім, низка дослідників пов'язують цю фігуру скоріше з інуксук, тобто з культурою ескімосів.
Ескімоси протягом століть проживали у цих місцях, полюючи й ловлячи рибу в затоці Унгава. Вони вели кочовий спосіб життя. 1925 року французька хутрова компанія «Брати Ревільйон» (фр. Revillon Frères) заснувала тут пункт скуповування хутра у місцевих жителів. Через чотири роки свій торговельний пост заснувала тут Компанія Гудзонової затоки.
1959 року в селі було відкрито школу. Тим часом починає створюватися постійне ескімоське поселення. 1961 року було відкрито медичний пункт, впроваджено соціальну допомогу жителям села.

## Населення
Населення села Кангірсук за переписом 2011 року становить 549 людини і для нього характерним є зростання у період від перепису 2001 року
- 2001 рік - 436 особи[7]
- 2006 рік - 466 особа[7]
- 2011 рік - 549 осіб[2]

Дані про національний склад населення, рідну мову й використання мов у селі Кангірсук, отримані під час перепису 2011 року, будуть оприлюднені 24 жовтня 2012 року. За даними перепису 2006 року чисельність корінних мешканців села складала 425 осіб, не корінних — 45 осіб.
| Мова                                          | Рідна мова | Рідна мова | Володіння офіційною мовою | Володіння офіційною мовою | Мова, якою найчастіше розмовляють вдома | Мова, якою найчастіше розмовляють вдома | Мова, якою найчастіше розмовляють на роботі | Мова, якою найчастіше розмовляють на роботі |
| Мова                                          | 2006       | 2011       | 2006                      | 2011                      | 2006                                    | 2011                                    | 2006                                        | 2011                                        |
| Англійська                                    | 10         |            | 235                       |                           | 20                                      |                                         | 50                                          |                                             |
| Французька                                    | 15         |            | 35                        |                           | 20                                      |                                         | 10                                          |                                             |
| Французька і англійська                       | 0          |            | 75                        |                           | 0                                       |                                         | 0                                           |                                             |
| Англійська і неофіційна мова                  | 0          |            | 0                         |                           | 0                                       |                                         | 0                                           |                                             |
| Французька і неофіційна мова                  | —          |            | —                         |                           | 0                                       |                                         | 0                                           |                                             |
| Французька, англійська і неофіційна мова      | 0          |            | 0                         |                           | 0                                       |                                         | 0                                           |                                             |
| Інша мова (мови)                              | 440        |            | —                         |                           | 425                                     |                                         | 175                                         |                                             |
| Не володіють ані англійською, ані французькою | —          | —          | 120                       |                           | —                                       | —                                       | —                                           | —                                           |